# Atis Silvio

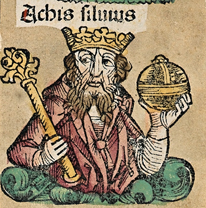
Atis Silvio en las crónicas de Núremberg

En la mitología romana, Atis fue un rey de Alba Longa. Se dice que reinó entre 989 y 963 a. C. Era descendiente de Alba y el sexto rey de Alba Longa. Geoffrey de Monmouth afirmó en su Historia Regum Britanniae que Silvio (a quien llama "Silvius Epitus") sucedió a Alba al mismo tiempo que Salomón comenzó a construir el Templo en Jerusalén y el rey Leil de Britania fundó Carlisle. Se cree que el rey es el antepasado de la gens Atia.
| Predecesor: Alba Silvio | Rey de Alba Longa 989 - 963 a. C.[ | Sucesor: Capis |